# Southgate (Michigan)
Pour les articles homonymes, voir Southgate.
Southgate est une ville du comté de Wayne dans le Michigan, aux États-Unis.

## Personnalités
- Tinara Moore (1996-), joueuse américaine de basket-ball ;